# Kortchaga
 (août 2022).
La mise en forme du texte ne suit pas les recommandations de Wikipédia : il faut le « wikifier ».
Les points d'amélioration suivants sont les cas les plus fréquents. Le détail des points à revoir est peut-être précisé sur la page de discussion.
- Les titres sont pré-formatés par le logiciel. Ils ne sont ni en capitales, ni en gras.
- Le texte ne doit pas être écrit en capitales (les noms de famille non plus), ni en gras, ni en italique, ni en « petit »…
- Le gras n'est utilisé que pour surligner le titre de l'article dans l'introduction, une seule fois.
- L'italique est rarement utilisé : mots en langue étrangère, titres d'œuvres, noms de bateaux, etc.
- Les citations ne sont pas en italique mais en corps de texte normal. Elles sont entourées par des guillemets français : « et ».
- Les listes à puces sont à éviter, des paragraphes rédigés étant largement préférés. Les tableaux sont à réserver à la présentation de données structurées (résultats, etc.).
- Les appels de note de bas de page (petits chiffres en exposant, introduits par l'outil «  Source ») sont à placer entre la fin de phrase et le point final[comme ça].
- Les liens internes (vers d'autres articles de Wikipédia) sont à choisir avec parcimonie. Créez des liens vers des articles approfondissant le sujet. Les termes génériques sans rapport avec le sujet sont à éviter, ainsi que les répétitions de liens vers un même terme.
- Les liens externes sont à placer uniquement dans une section « Liens externes », à la fin de l'article. Ces liens sont à choisir avec parcimonie suivant les règles définies. Si un lien sert de source à l'article, son insertion dans le texte est à faire par les notes de bas de page.
- La présentation des références doit suivre les conventions bibliographiques. Il est recommandé d'utiliser les modèles {{Ouvrage}}, {{Chapitre}}, {{Article}}, {{Lien web}} et/ou {{Bibliographie}}. Le mode d'édition visuel peut mettre en forme automatiquement les références.
- Insérer une infobox (cadre d'informations à droite) n'est pas obligatoire pour parachever la mise en page.

Pour une aide détaillée, merci de consulter Aide:Wikification.
Si vous pensez que ces points ont été résolus, vous pouvez retirer ce bandeau et améliorer la mise en forme d'un autre article.
 (août 2022).
Si vous disposez d'ouvrages ou d'articles de référence ou si vous connaissez des sites web de qualité traitant du thème abordé ici, merci de compléter l'article en donnant les références utiles à sa vérifiabilité et en les liant à la section « Notes et références ».
 (août 2022).

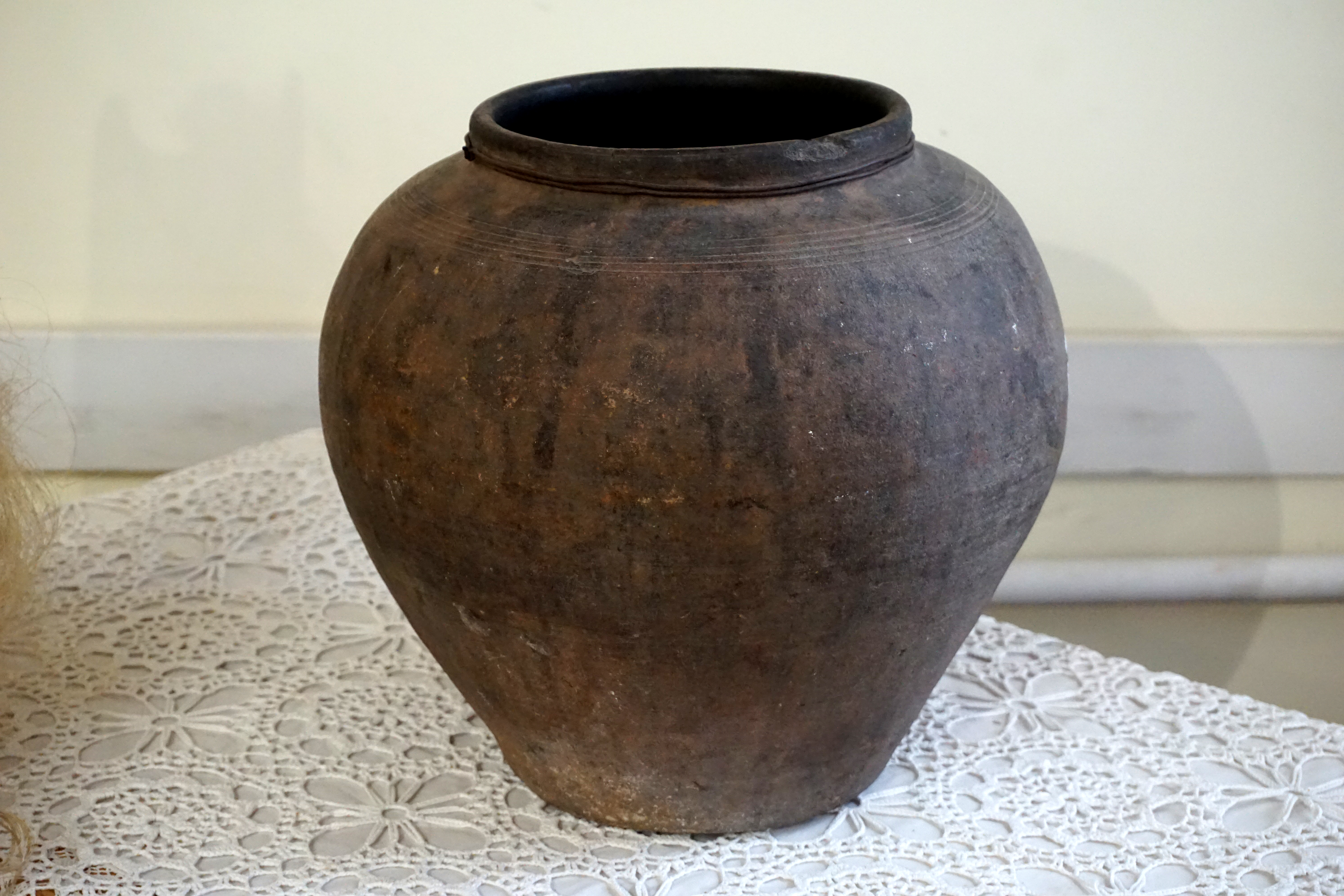
Kortchaga de la collection du Musée local de Rouza. Fin XIXe siècle-début XXe siècle. Dimensions : Hauteur - 34 cm ; Col - 22 cm; Fond -18 cm ; Circonférence - 64 cm. Matière : argile Technique de fabrication : modelage manuel
Photo : Alexandre Artemenkov.

Une kortchaga (du vieux russe кърчага, en russe et en ukrainien корчага) est un grand récipient en argile, occasionnellement en fonte au XIXe siècle, ou un grand krinka (espèce de cruche pour contenir du lait) à col large avec deux anses verticales. Il servait à entreposer divers aliments et boissons (céréales, lait, etc.). Parmi les sous-types de kortchagas, il y avait, par exemple, des kortchagas à bière ou à braga (sorte de bière artisanale à base de milet et d'orge)[réf. nécessaire].

## Histoire et utilisation
La première trace de l'alphabet cyrillique russe fut trouvée en 1949 sur une kortchaga datant du milieu du IXe siècle lors de fouilles dans un kourgane sur le site archéologique de Gnyozdovo en Russie,.
Au XIIe siècle (1146), il faisait office à la fois de récipient et d'unité mesure pour le vin. Ainsi, une amphore ordinaire de vin (kortchaga) valait deux seaux. À cette époque, le volume du seau variait encore en fonction des différentes régions de la Grande Rus' (dans certaines contrées, son volume variait de 12 à 15 litres). Ainsi, par déduction, nous pouvons donc supposer avec prudence que la kortchaga avait une capacité comprise entre 25 et 30 litres[réf. nécessaire].
L'étymologie du mot reste à ce jour obscure.

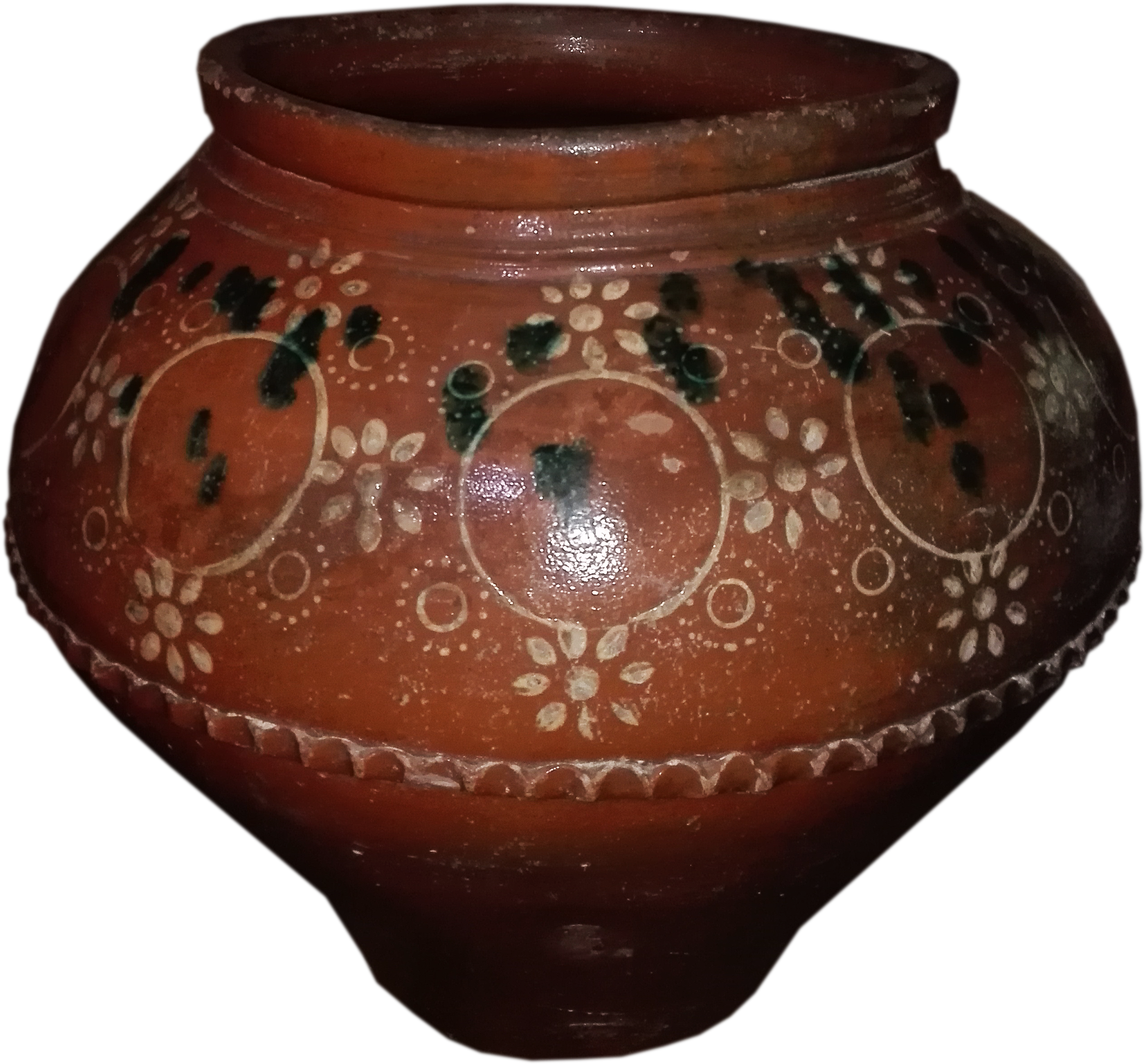
Kortchaga décorée de motifs dans une izba sans cheminée de la maison de Tarassov, musée-réserve "Kostromskaïa Sloboda".

Désignées sous le nom d'amphores dans la littérature en vieux-russe, les kortchagas furent importées aux Xe – XIIIe siècles des régions autour de la Mer Noire. Dans la littérature archéologique, les kortchagas sont désignées comme grand récipients munis de deux anses tandis que l'espèce d'amphore originaire des rives de la Mer Noire a été plus spécifiquement définie comme "kortchaga à fond rond" .

## Littérature
- Беловинский Л. В. корчага // Иллюстрированный энциклопедический историко-бытовой словарь русского народа. XVIII — начало XIX в. / под ред. Н. Ерёминой. — М.: Эксмо, 2007. — С. 312. — 784 с. — 5000 экз. —  (ISBN 978-5-699-24458-4).
- Глинкина Л. А. Корчага // Иллюстрированный словарь забытых и трудных слов русского языка: ок. 7000 единиц: более 500 ил. / Л. А. Глинкина; худож. М. М. Салтыков. — М.: Мир энциклопедий Аванта+, 2008. — С. 151. — 432 с. —  (ISBN 978-5-98986-208-5).
- Корчага // Толковый словарь живого великорусского языка : в 4 т. / авт.-сост. В. И. Даль. — 2-е изд. — СПб. : Типография М. О. Вольфа, 1880—1882.
- Похлёбкин, Вильям Васильевич. История водки. — М.: Центрполиграф, 2009. — 268 с. — (Классика кулинарии). —  (ISBN 978-5-9524-4404-1).
- И. И. Шангина. Корчага // Русский традиционный быт: Энциклопедический словарь. — СПб.: Азбука классика, 2003. — С. 398. — 688 с. — 5000 экз. —  (ISBN 5-352-00337-X).